# ES Uzès Pont du Gard
Entente Sportive Uzès Pont du Gard là một câu lạc bộ bóng đá Pháp thành lập năm 2005. Câu lạc bộ được thành lập do kết quả của sự hợp nhất giữa hai đội; ES Pont du Gard và Câu lạc bộ Gallia d'Uzès. Đội có trụ sở tại thị trấn Uzès và sân vận động của họ là Stade Pautex. Kể từ mùa giải 2013 – 14, đội chơi ở Championnat National.